# Activity
Az Activity egy társasjáték, melyet Ulrike Catty, Paul Catty, Hans Führer és Maria Führer tervezett, valamint a Piatnik és a Discovery toys adja ki. Elsőként 1990-ben jelent meg a piacon, és 2010 januárjában a Piatnik a figyelemre méltó 4,4 millió Activity társasjáték eladásával büszkélkedhetett. A szerzők az angolszász országokban népszerű "Charades (angol nyelv)" játékot fejlesztették tovább.
A játékosok csapatokat alakítanak, céljuk, hogy a soron levő játékos lerajzoljon, szóban körülírjon, vagy elmutogasson egy feladványt a csapatának, úgy, hogy ők kitalálják. Amelyik csapat először ér célba bábujával, az a nyertes.
A játékot 3-16 játékosnak ajánlják (bár gyakorlatilag nincs felső korlát), és egy átlagos játék 45 percig tart. A gyártó 12 év felett ajánlja a játékot.

## Játékszabály (röviden)
2-4 csapat vehet részt a játékban, mindegyik legalább kettő taggal. Minden egyes csapat kap egy bábut, amit felállít a rajtmezőre. A fogalmakat tartalmazó kártyákat lefordítva több talonba kell lerakni. Ezen kívül a rajzos feladatokhoz papírra és ceruzára is szükség lesz.
A tábla 6 darab 8 mezőből álló szakaszra van osztva, minden szakaszt egy-egy betű jelöl, sorrendben: A, B, C, D, E, F. Ezek után egy piros célmező is található.

### Játékmenet
Közös megegyezés alapján kezdhet bármelyik csapat, majd sorban haladnak. A csapat egy tagja kimegy, és húz egy kártyát valamely talonból. Mindegy kártyán A-tól F-ig vannak megjelölve a feladványok, a soron levő játékosnak azt kell választania, amelyik betűvel jelölt szakaszon áll épp a bábujuk. Minden szakaszon más-más bemutatási módot kell alkalmazni:
- Az A és D részterületeken rajzolni kell; a játékos nem beszélhet, nem használhat jelbeszédet, nem írhat számokat, sem betűket.
- A B és E részterületeken a fogalmat szóban körül kell írni, anélkül, hogy a szót (vagy annak részeit illetve ragozott alakjait) kiejtené.
- A C és F részterületeken el kell mutogatni a feladványt. Ekkor nem beszélhet vagy kelthet zajt, nem vonhatja be a körülötte levő tárgyakat.

A csapat tagjainak hangosan kell bemondaniuk az általuk helyesnek vélt megfejtést, a bemutató személy pedig csak akkor jelezhet, ha kitalálták azt. Ha a kitalálandó szó szókapcsolatban, toldalékolva vagy összetett szó tagjaként hangzik el, akkor azt is el kell fogadni, például futó helyett futó ember, mezítláb helyett mezítlábas vagy fa helyett tölgyfa. (Természetesen fordítva nem igaz, tehát tölgyfa helyett a fa nem elfogadható.)
Valamennyi feladatra időkorlát érvényes, amit a homokóra határoz meg. Ha a megadott időn belül a csapat kitalálta a fogalmat, annyit léphetnek előre bábujukkal, amennyi a kártyán oda van írva zárójelben a feladvány után. Ha nem sikerült kitalálniuk, nem lépnek. Ha a bemutató személy megsértett valamilyen szabályt, három mezőt kell visszalépniük.
Amennyiben a feladvány után hat pont van írva, az nyílt körnek számít. Ilyenkor nem csak a bemutató személy csapata találgathat, hanem az összes. Az a csapat léphet, aki az időkorláton belül elsőre kimondja a helyes megfejtést.

### Rím és lánc
Előfordulhat hogy a kártyákon a fogalom előtt ott áll hogy "rím" illetve "lánc".
Az előbbiben a bemutató személynek és egy általa választott társának a csapatból ki kell találnia egy kétsoros verset. Az első játékos megalkotja az első sort, melynek utolsó szava rímel a feladványra. A második játékos nem tudja mi a kártyán szereplő feladvány, így kell kitalálnia a második sort, és utolsó szóként behelyettesíteni az általa gondolt megoldást.
Az utóbbiban minden csapat választ egy személyt, aki részt vesz abban a körben. Az első személy bemondja a szót, a következő egy új összetett szót képez belőle úgy, hogy annak ez első tagja az előző szó utolsó tagja legyen. Példa: almafa - faiskola - iskolatáska - táskarádió. Ha valaki nem tud új szót mondani rövid időn belül, vége a körnek. A legutolsó érvényes szót mondó csapat léphet előre négyet.

### Zárófeladat
Ha valamelyik csapat a piros mezőbe kerül, akkor már csak a zárófeladat választja el a győzelemtől. A csapatnak két feladatot kell kitalálnia. A bemutató játékos kimegy, választ egy betűt (A-tól F-ig), amit megmond a többi játékosnak. Ezt a feladatot nyílt körben kell bemutatnia - ha valamelyik másik csapat találja ki, akkor a következő csapat jön. Ha viszont sikerül a saját csapatának kitalálnia, akkor jöhet a második feladvány, amit viszont már a többi másik csapat választ a bemutató személynek közösen (egy másik kártyáról). Ha a bemutató személy csapatának ezt is sikerül megfejtenie, a csapat megnyerte a játékot.

## Egyéb változatok
Az eredeti Activity 1990-es kiadása óta sok változata jelent meg, melyeknek szabályai és feladványai eltérnek. A legfontosabbak:
- Activity Junior
- Activity Kinder
- Activity Professional
- Activity Action
- Activity Turbo
- Activity Connection
- Activity Club-Edition
- Activity 2
- Activity Sport
- Activity Champion

## Lásd még
Activity leírás - FK-Tudás weboldalon